# Scandale financier WorldCom de 2002
Le scandale financier WorldCom de 2002 est une vaste fraude comptable et boursière qui s'est produite au cours de la bulle Internet de la fin des années 1990 chez WorldCom, société de télécommunications américaine déjà fragilisée par une dette abyssale de 41 milliards de dollars, au même moment que l'Affaire Enron. Il a été découvert en juin 2002 par Cynthia Cooper, dans une démarche d'audit interne, qui va peu à peu découvrir des malversations comptables de près de 4 milliards de dollars identifiés par la division où elle travaillait.
Alors vice-présidente de cette partie de Worldcom, cette cadre  a découvert dans un premier temps plus de 3,8 milliards de dollars d'écritures frauduleuses au bilan comptable de WorldCom. Le géant des télécoms avouera avoir surestimé ses actifs de plus de 11 milliards de dollars, via la plus grande fraude comptable de l’histoire américaine, qui a déclenché sa liquidation.

## Contexte économique et financier
Kim Emigh, un cadre financier de WorldCom, a été chargé en décembre 2000, d'affecter, sur le plan comptable, des salariés aux projets d'investissement de la division "réseaux" de WorldCom comme une dépense, alors que le droit comptable lui intimait l'obligation de la comptabiliser comme un projet d'investissement.
S'apercevant que Worldcom lui demandait de commettre une fraude fiscale, elle transmet à ses supérieurs ses inquiétudes, en particulier Ron Beaumont, l'informant via un assistant. Lui est directeur des opérations de WorldCom. Résultat immédiat, Emigh a été réprimandée par ses supérieurs immédiats puis licenciée dès mars 2001.
Le lanceur d'alerte venait de MCI, société associée au groupe lors de la fusion WorldCom/MCI de 1997. Ce lanceur d'alerte a déclaré plus tard à Fort Worth Weekly en mai 2002 qu'il exprimait depuis des années des inquiétudes concernant les pratiques chez MCI, espérant ensuite un retour à l'ordre après la prise de contrôle de WorldCom, même si les fournisseurs facturaient à WorldCom des sommes exorbitantes. L'enquête publiée dans Fort Worth Weekly en 2002  a finalement été luE par Glyn Smith, responsable de l'audit interne au siège de WorldCom,qui dans la foulée a suggéré à sa patronne, Cynthia Cooper, de commencer l'audit des dépenses d'investissement prévu et a obtenu gain de cause:220–221.

## Capacité prépayée
Lors d'une réunion avec les auditeurs, le directeur financier de lWorldcom, Sanjeev Sethi, a expliqué que les montants différents dans deux dépenses d'investissement étaient liés à une « capacité prépayée », ce dont Cooper n'avait jamais entendu parler. Lorsqu'on lui a demandé une explication, Sethi a affirmé qu'il ne savait pas ce que signifiait ce terme, même si sa division approuvait les demandes de dépenses d'investissement. Il a renvoyé les auditeurs au contrôleur d'entreprise David Myers. Cooper a demandé à Glyn Smith un auditeur doté de compétences techniques afin de localiser les écritures dans le système comptable. Smith est revenu avec Eugene Morse, un comptable qui travaillait chez WorldCom depuis 1997 et qui avait contribué à certains rapports sur l'audit des allocations sans fil. Morse a ensuite rejoint Cooper et d'autres auditeurs pour essayer de comprendre ce qu'était la capacité prépayée,:223–225.
Comme Sethi n'a pas fourni suffisamment d'informations, Cooper s'est adressé au responsable immobilier de WorldCom, Mark Abide. Abide a affirmé qu’il n’était pas familier avec la capacité prépayée, même s’il avait effectué plusieurs entrées à ce sujet dans le système de comptabilité informatisé. Sans nouvelle information, elle a demandé à Abide de lui fournir les comptes sur lesquels il avait enregistré les entrées concernées. Il a nommé les comptes de meubles, d'agencements et autres, d'équipements de transmission et d'équipements de communication:225.
Avec les points de départ en main, Cooper a demandé à son « technicien » Morse de parcourir le système comptable et de rechercher toute référence à une capacité prépayée. Il a finalement réussi à en localiser un et a transmis cette information à Cooper. Comme cela ne représentait qu’un côté de l’entrée, elle lui a demandé de le retracer dans le système. Morse a apporté tout ce qu'il a pu trouver à Cooper. Incapables de classer efficacement les entrées dans un ordre logique, Cooper et son équipe ont essayé de les déchiffrer en utilisant des comptes T de base. Toutefois, les montants circulaient d'un compte à l'autre de manière inhabituelle, ce qui entraînait le déplacement d'un montant important du compte de résultat de WorldCom vers son bilan. Pas totalement satisfait des résultats, Cooper a demandé à Morse d'essayer de trouver une autre entrée de capacité prépayée qui se déplaçait de manière similaire:225–227.
Alors qu'elle continuait à chercher d'autres entrées, Cooper a commencé à recevoir des courriels de David Myers lui demandant pourquoi elle s'intéressait aux dépenses d'investissement. Il lui a dit qu'elle perdait son temps et qu'elle bloquait des employés, comme Sethi, dont on avait besoin pour d'autres projets. Malgré cette résistance, elle lui a dit que les employés dont il avait besoin pourraient lui rendre compte lorsqu'ils auraient terminé ses autres projets. Le lendemain, Cooper a reçu un autre e-mail de Myers, plus direct et formel que le premier. Elle a affirmé que l’audit des dépenses d’investissement était une perte de temps. Cela a intrigué Cooper, elle a donc décidé de ne pas répondre et de poursuivre son enquête:229–230. Entre-temps, Morse avait commencé à rechercher d’autres entrées, mais il avait extrait tellement de données qu’il encombrait fréquemment les serveurs de comptabilité. Craignant que Myers ou le directeur financier Scott Sullivan, le supérieur immédiat de Cooper, soient éventuellement alertés de l'augmentation de l'activité du serveur, Cooper a décidé qu'elle et son équipe commenceraient à travailler la nuit pour éviter d'être détectées. Finalement, le 10 juin, ils ont trouvé d'autres entrées concernant la « capacité prépayée » : des montants importants qui avaient été transférés du compte de résultat au bilan du troisième trimestre 2001 au premier trimestre 2002:231–233.

## La procédure continue
Sullivan  a ensuitedemandé à l’équipe d’audit interne de lui présenter les audits récemment terminés. Lorsque le tour de Smith est venu, Cooper a posé des questions sur les entrées de capacité prépayées. Sullivan a affirmé qu'il s'agissait de coûts liés au SONET et à des lignes qui n'étaient pas du tout utilisées ou qui étaient peu utilisées. Il a affirmé que ces coûts étaient capitalisés parce que les coûts associés aux locations de lignes étaient fixes même lorsque les revenus diminuaient. Il prévoyait de prendre en charge une charge de restructuration au deuxième trimestre 2002, après quoi WorldCom répartirait ces coûts entre les charges de restructuration et les dépenses. Sa demande de reporter au troisième trimestre l'audit des dépenses d'investissement n'a fait que conforter les soupçons de Cooper:233–237.
Max Bobbitt, président du comité d’audit, est contacté par Cooper, qui lui décrit ses inquiétudes et lui répond qu'il faut discuter de la question avec Farrell Malone de KPMG, l'auditeur externe de WorldCom:237–238.
KPMG avait hérité du compte WorldCom lorsqu'il avait acheté le cabinet Jackson d'Arthur Andersen à la suite de l'inculpation d'Andersen pour son rôle dans le scandale comptable d'Enron:229. À ce moment-là, l’équipe d’audit interne avait découvert 28 entrées de capacité prépayée remontant au deuxième trimestre 2001. D'après leurs calculs, sans ces entrées, le bénéfice de 130 millions de dollars de WorldCom au premier trimestre 2002 se serait transformé en une perte de 395 millions de dollars. Malgré cela, Bobbitt a estimé qu’il était prématuré de discuter de la question avec le comité d’audit à ce stade. Il a cependant discuté de la question avec Sullivan et a assuré à Cooper qu'il aurait le soutien de ces entrées d'ici le lundi suivant:240–241.

## Fraudes révélées
Cooper a décidé de ne pas attendre pour discuter de la question avec Sullivan. Elle a décidé de demander aux comptables qui ont effectué ces écritures de les justifier elle-même. Elle a d'abord demandé à Kenny Avery, qui avait été l'associé principal d'Andersen sur le compte WorldCom avant que KPMG ne reprenne l'entreprise, s'il était au courant de la capacité prépayée. Avery n’avait jamais entendu parler de ce terme et ne connaissait rien dans les principes comptables généralement reconnus (PCGR) qui permettait de capitaliser les coûts de ligne. Il s'est avéré qu'Andersen n'avait jamais testé les dépenses d'investissement de WorldCom à cet effet.
Cooper et Smith ont ensuite interrogé Betty Vinson, la directrice comptable qui a effectué les écritures. À leur grande surprise, Vinson a admis qu’elle avait fait ces entrées sans savoir à quoi elles servaient ni sans voir de soutien en leur faveur. Elle l'avait fait sous la direction de Myers et du directeur général de la comptabilité Buford Yates. Lorsque Cooper et Smith ont parlé avec Yates, il a admis qu’il ne savait pas ce qu’était la capacité prépayée. Yates a également affirmé que les comptables qui lui rendaient compte avaient enregistré des écritures à la demande de Myers:243–245.
Finalement, les auditeurs internes ont parlé avec Myers. Il a admis qu’il n’y avait aucun soutien pour ces candidatures. En fait, ces chiffres avaient été comptabilisés « sur la base de ce que nous pensions que les marges devraient être », et il n’y avait aucune norme comptable pour les étayer. Il a admis que ces inscriptions n’auraient jamais dû être faites, mais il était difficile de les arrêter une fois qu’elles avaient commencé. Bien qu'il ait été mal à l'aise avec ces entrées, il n'a jamais pensé qu'il aurait à les expliquer aux régulateurs :246–247. Le lendemain, Farrell a rencontré Sullivan et Myers et a conclu que leur raisonnement pour les écritures était logique « d'un point de vue commercial, mais pas d'un point de vue comptable ». En réponse, Sullivan, Myers, Yates et Abide se sont démenés pour trouver les montants qui avaient été passés en charges alors qu'ils auraient dû être capitalisés dans l'espoir de compenser les écritures de capacité prépayée. Ils pensaient que la seule autre alternative était une réévaluation des bénéfices.
Bobbitt a finalement convoqué une réunion du comité d’audit pour le 20 juin. À ce moment-là, l'équipe de Cooper avait découvert plus de 3 milliards de dollars de transferts douteux de comptes de dépenses de ligne vers des actifs de 2001 à 2002. Lors de la réunion, Farrell a déclaré qu'il n'y avait rien dans les PCGR qui autoriserait ces écritures. Sullivan a affirmé que WorldCom avait investi dans l’expansion du réseau de télécommunications à partir de 1999, mais que l’expansion prévue de l’utilisation par les clients ne s’était jamais produite. Il a fait valoir que les écritures étaient justifiées sur la base du principe de rapprochement, qui permettait de comptabiliser les coûts en tant que dépenses de manière à ce qu'ils correspondent à tout avantage futur tiré d'un actif. Il a également soutenu que, puisque les actifs en capital valaient moins que ce que les livres indiquaient, il a réitéré sa proposition d'une charge de restructuration, ou « charge de dépréciation », comme il l'a appelée, pour le deuxième trimestre de 2002. Il a affirmé que Myers pourrait fournir un soutien pour les entrées. Le comité lui a donné jusqu'au lundi suivant pour obtenir du soutien :256–258.
Au cours du week-end, Cooper et son équipe ont découvert plusieurs autres entrées suspectes de « capacité prépayée ». Au total, l'unité d'audit interne a découvert un total de 49 entrées de capacité prépayée détaillant 3,8 milliards de dollars de transferts répartis sur toute l'année 2001 et le premier trimestre 2002. Plusieurs d'entre elles ont été saisies sur la base d'instructions explicites de Sullivan et Myers sous la ligne « SS entry ». Si certaines des entrées suspectes ont été faites par des directeurs et des gestionnaires, d'autres ont été faites par des comptables de niveau inférieur qui n'ont pas compris la gravité de ce qu'ils faisaient :258–259. Lors d'une rencontre avec un autre directeur comptable, Troy Normand, ils ont appris l'existence d'autres pratiques comptables potentiellement illicites. Selon Normand, la direction avait puisé dans les réserves de coûts de l'entreprise à certains moments en 2000 et 2001 pour réduire artificiellement les dépenses :261.
Dans le même temps, le comité d’audit a demandé à KPMG de procéder à sa propre évaluation. KPMG a découvert que Sullivan avait déplacé les coûts du système sur un certain nombre de comptes de propriété, leur permettant d'être comptabilisés comme des dépenses d'investissement. Les dépenses ont été étalées de manière à ce qu’elles ne soient pas évidentes au premier abord. Lorsque KPMG a interrogé l'ancienne équipe de mission WorldCom d'Andersen sur ces écritures, les comptables d'Andersen ont déclaré qu'ils n'auraient jamais approuvé ces écritures s'ils en avaient eu connaissance. Il a été demandé à Sullivan de présenter une explication écrite de ses actes d'ici lundi.
Lors d’une réunion du comité d’audit ce lundi, Sullivan a présenté un livre blanc expliquant son raisonnement. Le comité d’audit et KPMG n’ont pas été convaincus. Ils ont conclu que les montants avaient été transférés dans le seul but d'atteindre les objectifs de Wall Street, et que la seule solution acceptable était de retraiter les bénéfices des entreprises pour l'ensemble de l'année 2001 et le premier trimestre de 2002. Andersen a retiré son opinion d'audit pour 2001 et le conseil d'administration a exigé la démission de Sullivan et Myers :262–264.

## Le gendarme de la Bourse lance une enquête
Le 25 juin, après que le montant des entrées illicites a été confirmé, le conseil d'administration a accepté la démission de Myers et a renvoyé Sullivan lorsqu'il a refusé de démissionner. Le même jour, les dirigeants de WorldCom ont informé la SEC, révélant qu'ils devraient réévaluer leurs résultats des cinq trimestres précédents, :265. Plus tard dans la journée, WorldCom a publiquement admis avoir surestimé ses revenus de plus de 3,8 milliards de dollars au cours des cinq trimestres précédents. Cette révélation intervient à un moment particulièrement mauvais pour WorldCom. Avant même que le scandale n'éclate, sa cote de crédit avait été réduite au statut de « junk bond » et ses actions avaient perdu plus de 94 % de leur valeur. L'entreprise faisait l'objet d'une enquête distincte de la SEC sur sa comptabilité, qui avait débuté plus tôt dans l'année, et souffrait d'une dette de 30 milliards de dollars. Au milieu des rumeurs de faillite, WorldCom a annoncé qu'elle licencierait 17 000 employés. La société a déposé une demande de protection contre la faillite en vertu du chapitre 11 le dimanche 21 juillet 2002.
Le gouvernement fédéral avait déjà lancé une enquête informelle plus tôt en juin, lorsque Vinson, Yates et Normand avaient rencontré secrètement des responsables de la SEC et du ministère de la Justice :261. Le 26 juin, la SEC a déposé des accusations civiles de fraude contre WorldCom, spéculant que WorldCom s'était engagé dans un effort concerté pour manipuler ses bénéfices afin d'atteindre les objectifs de Wall Street et de soutenir le cours de ses actions. En outre, elle a affirmé que le projet avait été « dirigé et approuvé par la haute direction », laissant entendre que des cadres occupant des postes plus élevés que Sullivan et Myers étaient au courant du projet.

## Le grand procès
En 2005, un jury a reconnu le PDG de l'entreprise Bernard Ebbers coupable de fraude, de complot et de dépôt de faux documents auprès des régulateurs. Il a ensuite été condamné à 25 ans de prison. Il a toutefois été libéré en décembre 2019 en raison de son état de santé déclinant. Ebbers est décédé le 2 février 2020.

## Suites
WorldCom, rebaptisée MCI, a été acquise par Verizon Communications en janvier 2006.
Le scandale financier WorldCom de 2002 et l'Affaire Enron font partie des événements qui ont entraîné une enquête de la justice américaine débouchant sur l'accord amiable du 28 avril 2003 à Wall Street, via lequel les banques d'affaires ont accepté de verser une amende d'une valeur de 1,4 milliard de dollars, soit la sanction la plus importante jamais infligée à des institutions financières aux États-Unis. L'amende la plus lourde a été versée par Citigroup, première banque américaine, avec 400 millions de dollars, dont l'analyste vedette, Jack Grubman était l'un des plus exposés aux critiques et aux poursuites. Il a été banni de la profession pour dix ans, tout comme Henry Blodget, son confrère de Merrill Lynch.
Comme celle de Worldcom, l'action d'AT&T s'est effondrée lors du krach boursier de 2001-2002, avec elle aussi le soutien jugé excessif de Jack Grubman. Les emails recueillis par les enquêteurs ont prouvé que de son côté l'analyste Henry Blodget modifiait parfois ses analyses afin de satisfaire les entreprises pour lesquelles travaillait son employeur Merrill Lynch. Dans l'un d'eux envoyé à un ami, il traite « d’actions pourries » des titres du secteur de l'Internet qu’il recommandait publiquement à l'achat dans la presse et pour les clients de sa banque.